# لوي تشي وو
لوي تشي وو (بالصينية: 呂志和)‏ (9 أغسطس 1929 في جيانغمن - 7 نوفمبر 2024) رائد أعمال، وقاضي صلح، وشخصية أعمال من الصين.

## الجوائز
- وسام غراند باوهينيا (الصين)
- نجمة بواهينيا الذهبية  [لغات أخرى]‏
- عضو رتبة الإمبراطورية البريطانية[4]
- الدكتوراة الفخرية من جامعة هونغ كونغ
- الدكتوراة الفخرية من الجامعة الصينية في هونغ كونغ